# Aventino Fracastoro
Aventino Fracastoro (... – Verona, 1368) è stato un medico italiano.

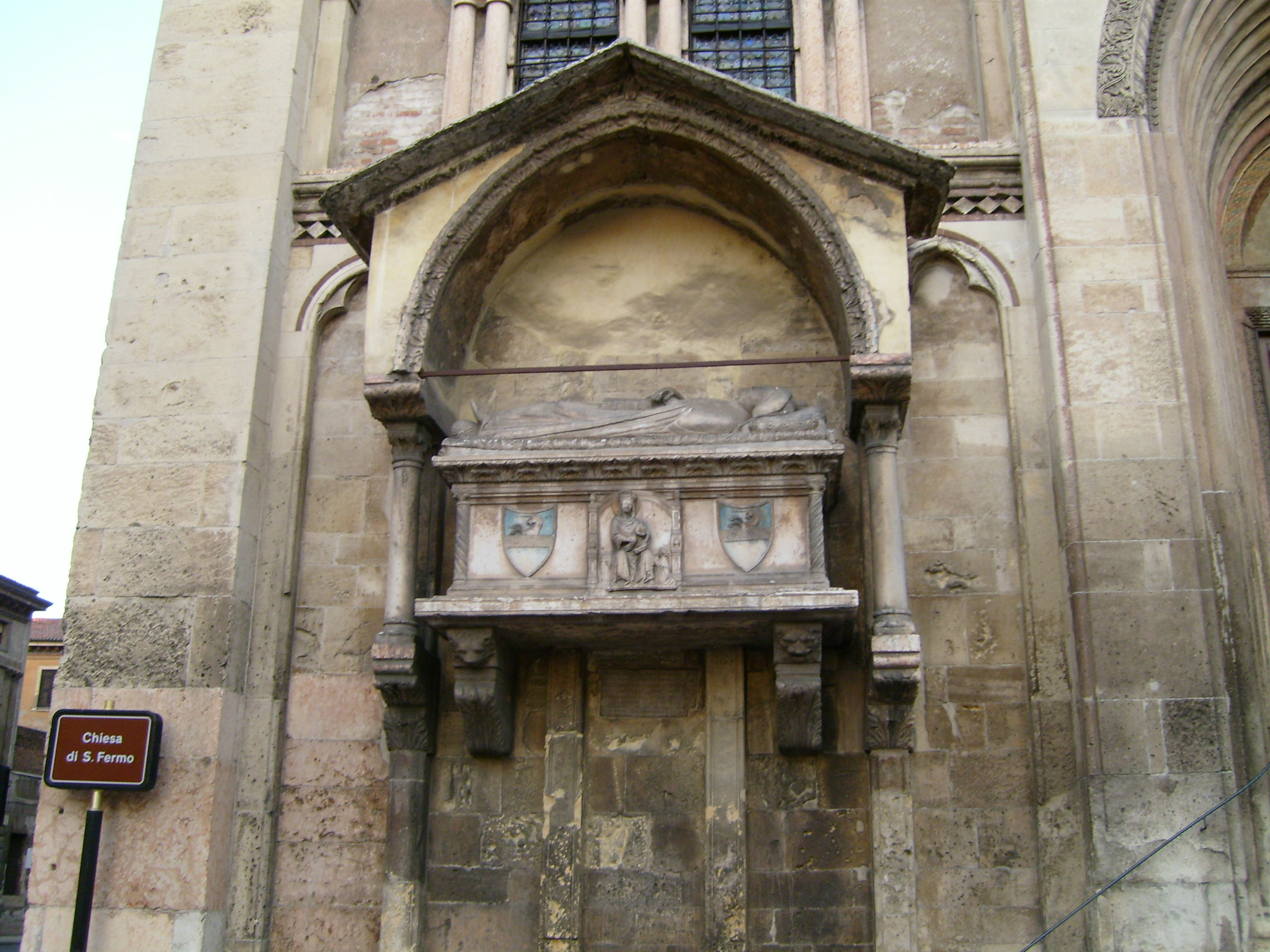
Verona, Chiesa di San Fermo Maggiore, arca di Aventino Fracastoro

Discendente della nobile famiglia veronese Fracastoro, Aventino fu medico, amico e consigliere di Cangrande I della Scala, signore di Verona. È considerato l'antenato del medico ed astronomo veronese Girolamo Fracastoro (1476-1553).
A Verona, sulla facciata della Chiesa di San Fermo Maggiore, è collocata la sua arca sepolcrale.